# Chaîne (tissage)
Pour les articles homonymes, voir Chaîne.
Cet article court présente un sujet plus développé dans : Fil de chaîne.

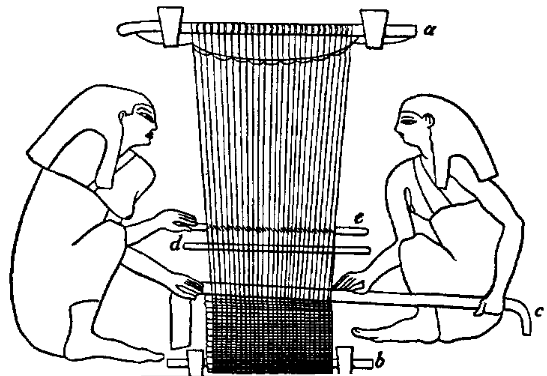
Un métier à tisser vertical.

En tissage et en tapisserie la chaîne désigne l'ensemble des fils de chaîne tendus entre les ensouples du métier à tisser. Elle sert de support à la trame qui, en tapisserie, reste seule visible.
L'ourdissage, préalablement au travail de tissage proprement dit, est la préparation d'une nappe de fils de chaîne soigneusement alignés et enroulés sur l'ensouple. Le nombre et l'espacement des fils de chaîne déterminent dès cette étape la largeur du futur tissu entre les deux lisières.